# توتا (بازیکن فوتبال)
مواسیر باستوس (به پرتغالی: Moacir Bastos) معروف به توتا (Tuta) بازیکن فوتبال در پست مهاجم اهل برزیل است

## باشگاهی
در تیم‌های فوتبال اتلتیکو پارانائنزه، فلامینگو، پالمیراس، سئول، کوریتیبا، سوون سامسونگ، فلومیننزه و گرمیو سابقه حضور دارد.